# Родина (Болгария)
Родина (болг. Родина) — село в Болгарии. Находится в Великотырновской области, входит в общину Златарица. Население составляет 531 человек.

## Политическая ситуация
В местном кметстве Родина, в состав которого входит Родина, должность кмета (старосты) исполняет Александр  Стоянов Пенчев (Болгарская социалистическая партия (БСП)) по результатам выборов правления кметства.
Кмет (мэр) общины Златарица — Пенчо Василев Чанев (коалиция в составе 3 партий: Национальное движение «Симеон Второй» (НДСВ), ВМРО — Болгарское национальное движение, Союз демократических сил (СДС)) по результатам выборов в правление общины.